# پارک ملی پینی
پارک ملی پینی (به لهستانی:  Pieniny National Park) یک منطقهٔ حفاظت شده واقع شده در قلب کوه های پینی در جنوبی ترین نقطه لهستان است. پارک در استان لهستان کوچک در مرز اسلواکی قرار دارد. 